# Koźlicki
Koźlicki (forma żeńska Koźlicka, liczba mnoga: Koźliccy) – polskie nazwisko. Według bazy PESEL z 1 lutego 2021 roku nosiło je 201 Polek i 202 Polaków.
Znane osoby o nazwisku Koźlicki:
- Jerzy Koźlicki – polski lekkoatleta
- Bolesław Koźlicki – poseł na Sejm Ustawodawczy